# First Squad

First Squad (japonais : ファーストスクワッド Fāsuto sukuwaddo, russe : Пе́рвый отря́д, Perviy otryad) est une animation réalisée conjointement par le studio japonais Studio 4°C et le studio russe Molot Entertainment. Il raconte une histoire fantastique pendant la Grande Guerre patriotique. Il a gagné une récompense décernée par le journal Kommersant et a été adapté en film : First Squad, l'heure de vérité .

## Intrigue
Au début des combats sur le front de l'est, un groupe d'adolescents soviétiques disposant de pouvoirs surnaturels est entraîné pour lutter contre la Wehrmacht. En face d'eux, un officier SS veut lever une armée de chevaliers teutoniques morts au XIIe siècle. La plupart des adolescents meurent, sauf l'héroïne Nadya qui tente de contacter ses amis morts pour les persuader de continuer la lutte.

## Film
En 2007, le film First Squad: l'heure de vérité est en cours de production. Il est distribué par Amedia, dirigé et animé par Yoshiharu Ashino, et coécrit par Aljosha Klimov, Misha Shprits, et Eiko Tanaka. Le film a été montré au festival de Cannes, de Locarno, de Fantasporto et FanTasia. 